# Henry Harper
Henry Harper (... – 1708) è stato un orologiaio inglese.
Henry (o Henricus) Harper, anche Harpur, fu apprendista nel 1657 e membro della Clockmakers' Company dal 1664.